# Barwa brązowa
Barwa brązowa (brąz) – barwa tworzona przez zmieszanie mało intensywnych barwników: czerwonego z zielonym, pomarańczowego z niebieskim lub żółtego z fioletem. Kiedy brakuje kontrastu z innymi barwami, może być postrzegany jako pomarańczowy lub żółty. Barwa brązowa jest to bowiem w rzeczywistości bardzo ciemna barwa pomarańczowa lub żółta. Ciemny i jasny to pojęcia wynikające z porównania danej barwy z otoczeniem, w którym daną barwę oglądamy. Ta sama barwa brązowa oglądana na białym tle będzie sprawiać wrażenie ciemniejszej niż oglądana na czarnym tle, gdzie może sprawiać wrażenie pomarańczowej.